# Bogomir Korsov
Bogomir Bogomirovitch Korsov (en russe : Богомир Богомирович Корсов), de son nom de naissance Gottfried Goering (né en 1845 à Saint-Pétersbourg et mort en 1920 à Tiflis) est un chanteur d'opéra russe baryton.  Il était l'époux de la cantatrice Alexandra Kroutikova.

## Biographie
Korsov, de son vrai nom Goering, naît dans la famille d'un médecin allemand installé dans la capitale impériale. Il étudie d'abord dans le génie civil, mais se tourne rapidement vers l'académie des beaux-arts au département d'architecture qu'il quitte en 1864. En réalité, il est passionné de chant et doté d'une belle voix qu'il travaille avec Luigi Piccioli (en) (1812-1868) à Saint-Pétersbourg, puis avec Giovanni Corsi (de) à Milan. C'est d'après lui qu'il choisit son nom de scène de Korsov. Il débute au théâtre de Turin.
Il est pris dans la troupe de l'opéra impérial russe de Saint-Pétersbourg en 1869, mais paraît régulièrement sur la scène du théâtre Bolchoï de Moscou qu'il finit d'intégrer définitivement en 1882. il donne aussi des récitals publics ou privés dans l'élite moscovite ou pétersbourgeoise. Il est élevé à la dignité d'artiste émérite des théâtres impériaux. Il quitte la scène en 1905. Après la révolution d'Octobre, il fuit dans le Caucase qui n'est pas encore tenu par les Bolchéviques. Il meurt à Tiflis (aujourd'hui Tbilissi) en 1920.

## Répertoire

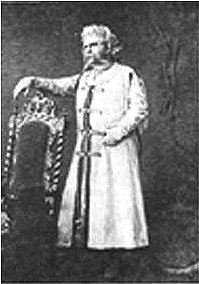
Korsov dans Mazeppa (Bolchoï, 1884).

Korsov était l'un des barytons les plus célèbres de son époque. Il interprète plus d'une quarantaine de grands rôles dont Rigoletto dans Rigoletto, Iago dans Otello, Germond dans La traviata (de Verdi), Aleko dans Aleko (de Rakhmaninov), Boris Godounov dans Boris Godounov (de Moussorgski), Piotr dans La Puissance de l'ennemi (d'Alexandre Serov), Mazeppa dans Mazeppa (de Tchaïkovski), le Démon dans Le Démon (d'Anton Rubinstein), Mizgir dans La Demoiselle des neiges (de Rimski-Korsakov), etc.

## Source de la traduction
- (ru) Cet article est partiellement ou en totalité issu de l’article de Wikipédia en russe intitulé « Богомир Корсов » (voir la liste des auteurs).